# Persea trollii
Persea trollii är en lagerväxtart som beskrevs av Otto Christian Schmidt. Persea trollii ingår i släktet avokador, och familjen lagerväxter. Inga underarter finns listade i Catalogue of Life.